# Maude Abbott
Maude Elizabeth Seymour Abbott (18 de marzo de 1869-2 de septiembre de 1940) fue una médica canadiense, una de las primeras mujeres egresadas en medicina de Canadá, y una experta reconocida internacionalmente en cardiopatía congénita. Fue una de las primeras mujeres en obtener un BSc (Bachiller universitario en ciencias) de la Universidad McGill.

## Biografía

### Infancia y estudios
En 1869, nació en Saint-André-d'Argenteuil, Quebec como Maude Elizabeth Seymour Babin. Sus padres estuvieron ausentes durante su infancia: su madre murió de tuberculosis cuando tenía 7 meses y su padre la abandonó. Con su hermana mayor, Alice, fueron legalmente adoptadas por su abuela materna, Mrs William Abbott, quién tenía entonces 62 años y que cambió su apellido por Abbott. Maude era prima  de John Abbott, el tercer Primer ministro de Canadá.
Abbott fue educada en casa hasta los 15 años. En 1885, se graduó en una escuela privada de Montreal. Fue admitida a la Facultad de Artes, de la Universidad McGill, con una beca, incluso aunque anteriormente había sido rechazada. donde se graduó como Bachiller universitario en letras (B.A.) en 1890. Trató entonces de matricularse en la Facultad de Medicina de esa misma Universidad, que no la admitió a pesar de que lo solicitó primero de forma privada y luego públicamente, en reuniones abiertas y en la prensa, ya que la dirección de esa Facultad fue inflexible en su negativa a aceptar a una mujer, de hecho no ingresó ninguna mujer hasta 1918, considerando el acceso femenino como "una verdadera calamidad". Su profesor de cirugía anunció que renunciaría si se permitía a las mujeres entrar en la Escuela de Medicina. Ante esta negativa, sí fue admitida, entonces, en la Escuela de Medicina de la Bishop's University y realizó su práctica clínica en el Hospital General de Montreal donde lo hacían también los estudiantes de McGill. En 1894, obtuvo el grado de Medicina con honores, y como única mujer en su promoción. Recibió el Premio Canciller, y Premio de Anatomía Sénior por el mejor examen final.

### Carrera médica
El mismo año 1894, abrió su práctica propia en Montreal, trabajado con el Hospital Victoria Real, y fue nominada y elegida como el primer miembro femenino de la Sociedad Montreal Médico-Quirúrgica. Algún tiempo después, realizó sus estudios de posgrado en medicina en Viena.
En 1897, abre una clínica independiente dedicada a tratar mujeres y niños. Allí, realizó  muchos estudios pioneros en patología. Especialmente, se preocupó sobre la naturaleza de enfermedades del corazón, con énfasis en criaturas bebés. Eso le causaría ser reconocida una autoridad mundial en defectos congénitos del corazón.
En 1898, fue nombrada Asistente  Curadora en el McGill Museo Patológico, deviniendo curadora plena en 1901.
En 1905, fue invitada a escribir el capítulo sobre "Enfermedad Congénita de Corazón" para  el libro del Dr. Osler'  Sistema de Medicina Moderna. Y, él declaró "lo mejor que nunca haya leído en el tema." El artículo la colocaría como la autoridad mundial en el campo de las enfermedades congénitas de corazón.
En 1906, ayudó a cofundar la Asociación Internacional de Museos Médicos, con el Dr. William Osler y fue su secretaria internacional  en 1907.  Editó artículos institucionales por treinta y un año (1907-1938).
En 1910, se le otorgó un grado honorario médico de McGill; y hecha profesora conferencista en Patología; eso ocurrió ocho años  con anterioridad a que la Universidad admitiera alumnado femenino en la Facultad de Medicina. Después de mucho conflicto con el Dr. Horst Oërtel, dejó McGill para aceptar una posición en la Facultad Médica de Mujeres de Pensilvania en 1923. En 1925, Abbott regresó a McGill contratada profesora asistente.
En 1924, fue fundadora de la Federación de Mujeres Médicas de Canadá, una organización canadiense con cometidos profesionales, al adelanto social y personal de mujeres médicas.
En 1936, escribió el Atlas de Enfermedad Cardíaca Congénita. El trabajo ilustró un nuevo sistema de clasificación, y describía registros de mil casos clínicos y post mortem. El mismo año se retiró de su posición profesorial.
El 2 de septiembre de 1940, Abbott falleció por una hemorragia cerebral, en Montreal, a los 71 años. Sus restos mortales descansan en el cementerio de la iglesia de Cristo en su ciudad natal Saint-André-d'Argenteuil, ubicado en la provincia de Quebec.

## Galardones[5]
- Premio Canciller, 1894.
- Premio de Anatomía sénior, 1894.
- Medalla de Oro Lord Stanley, 1890.
- McGill Clase valedictoriana, 1890.

## Legado
En 1943, Diego Rivera pintó su retrato en el mural para el Instituto Nacional de Cardiología de Ciudad de México. Ella es la única canadiense, y la única mujer descrita en el trabajo.
En 1958, la Academia Internacional de Patología estableció la "Conferencia Maude Abbott'.
En 1993, fue nombrada "Persona Histórica" por la Comisión de Sitios Históricos y Monumentos de Canadá; y una  placa se levantó en el exterior del Edificio McIntyre de Ciencias Médicas de la Universidad en Montreal McGill.
En 1994, fue póstumamente incluida en el Salón de la Fama Médica de Canadá. En el 2000, se inauguró una placa de bronce, levantada en su honor en el Edificio Médico McIntyre. Ese mismo año, el Correo de Canadá emitió un franqueo de cuarenta y seis céntimos, titulado El Corazón de la Materia en su honor.

## Otras lecturas
- All Heart: Notes on the Life of Dr. Maude Elizabeth Seymour Abbott MD, Pioneer Woman Doctor and Cardiologist. 1997. ISBN 978-0-92137-010-9.

- We Walked Very Warily: A History of Women at McGill. Eden Press Women's Publications. 1981. ISBN 978-0-92079-208-7.